# Tony Hollins
Tony Hollins (* ca. 1900–1910 in Clarksdale (Mississippi); † ca. 1959 in Clarksdale oder in Chicago) war ein US-amerikanischer Bluessänger, Gitarrist und Songwriter.

## Biografie
Über das Leben von Tony Hollins ist wenig bekannt, und in den Quellen gibt es widersprüchliche Angaben zu seinen Lebensdaten. Vermutlich wurde Hollins in Clarksdale im Bundesstaat Mississippi geboren. In den 1920er Jahren war er mit John Lee Hookers Schwester Alice befreundet. Er beeindruckte Hooker mit seinem Gitarrenspiel, brachte ihm die ersten Akkorde bei und schenkte ihm seine erste Gitarre. Hooker erzählte später, dass Hollins prägend für seinen Musikstil und seine Karriere als Musiker war. Zu den Songs, die Hooker von Hollins lernte, gehören Crawlin’ King Snake und Catfish Blues.
1941 machte Hollins seine ersten Aufnahmen für OKeh Records in Chicago, darunter Crosscut Saw Blues, Crawlin’ King Snake und Traveling Man Blues – Songs, die später auch von Hooker aufgeführt wurden, letzterer unter dem Namen When My Wife Quit Me. Die erhoffte Musikerkarriere ergab sich nicht, und Hollins kehrte nach Clarksdale zurück. Ende der 1940er Jahre kam er wieder nach Chicago und machte 1951 zusammen mit Sunnyland Slim Aufnahmen für Decca Records.
Vermutlich starb Tony Hollins 1959 in Clarksdale oder in Chicago.